# 研驅-0戰鬥機
研驅-0戰鬥機，是第二次世界大戰中的中華民國研發的戰鬥機原型機。

## 開發
由空軍技術局局長朱家仁（Chu Chia-Jen）將軍於1941年設計，XP-0是一款單座戰鬥機單翼機，該機型於1943年由AFAMF生產了一架原型機。它主要基於P-36戰鬥機，採用混合結構，擁有木製三桁翼、焊接鋼管機身和鋪設胶合板。機身下方可懸掛最多四門20毫米機炮，並可通過中線炸彈架攜帶炸彈，因此可以作為俯衝轟炸機使用。

## 作戰歷史
預計XP-0將在AFAMF第1工廠（位於昆明）進行系列生產，然而該原型機於1943年首飛時，是在陽陵進行的。在繞行機場後，XP-0降落速度過快，發生了地面環繞，最終報廢。與此同時，美國加入第二次世界大戰意味著美國戰鬥機將提供給中國，使得中國無需生產國產戰鬥機。因此，未有進一步的生產。除了武器、構造和引擎之外，已無其他資料倖存。

## 運營者
中華民國
- 中華民國空軍

## 規格
参考资料：
基本信息
- 机组：1
- 長度：8.8米（28英尺10英寸）
- 翼展：11.4米（37英尺5英寸）
- 高度：3.7米（12英尺2英寸）
- 机翼面积：22平方（240平方英尺）
- 总重：2,990（6,592磅）
- 发动机：1台普拉特·惠特尼 R-1830-S1C3-G 雙蜂窩 星型發動機，894 kW (1,200 hp)

性能
- 最大速度：504每小時（313英里每小時；272節）
- 巡航速度：450每小時（280英里每小時；243節）
- 航程：1,400（870英里；756海里）
- 升限：9,850（32,320英尺）

武器

- 機槍：4 × 20 毫米西班牙苏伊士航空機炮（機翼下）
- 炸彈：2 × 炸彈或魚雷